# 2025-ös junior női kézilabda-Európa-bajnokság
A 2025-ös junior női kézilabda-Európa-bajnokság a 15. kiírása a korosztályos tornának, amelyet az Európai Kézilabda-szövetség szervezésében Montenegróban, Podgoricában rendeztek július 9. és július 20. között.
A korábbi években 16 csapat vett részt a kontinenstornán. Az EHF végrehajtó bizottságának 2022 szeptemberi döntése értelmében ez az első alkalom, amikor 24 csapat indulhatott.

## Helyszínek
A mérkőzéseknek három arénában Podgorica adott otthont.
- BEMAX Arena (2244 férőhely)
- Sportski centar Morača (2100 férőhely)
- Verde Complex (6000 férőhely)

## Részt vevő csapatok
| Torna                        | Dátum                 | Helyszín | Kvóták száma | Kvalifikált nemzete(ek) |
| ---------------------------- | --------------------- | -------- | ------------ | --- |
| Rendező                      | 2024. június 21.      |          | 1            | Montenegró |
| 2023-as Európa-bajnokság     | 2023. július 6-16.    | Románia  | 15           | Magyarország · Dánia · Románia · Portugália · Svédország · Franciaország · Svájc · Hollandia · Norvégia · Németország · Csehország · Izland · Szerbia · Észak-Macedónia · Horvátország |
| 2023-as U17-es EHF-bajnokság | 2023. augusztus 5-13. | Ankara   | 4            | Ausztria · Törökország · Finnország · Lengyelország |
| 2023-as U17-es EHF-bajnokság | 2023. augusztus 5-13. | Baku     | 4            | Spanyolország · Szlovénia · Litvánia · Feröer |

### A magyar válogatott
| #  | Név              | Klub                       | Poszt      |
| -- | ---------------- | -------------------------- | ---------- |
| 23 | Bede Fanni       | MOL Esztergom              | balszélső  |
| 19 | Fazekas Virág    | SønderjyskE Damehåndbold   | jobbátlövő |
| 8  | Fehér Luca       | Dunaújvárosi Kohász KA     | balszélső  |
| 22 | Himer Laura      | Ferencvárosi TC            | irányító   |
| 77 | Kriston Kíra     | Nemzeti Kézilabda Akadémia | irányító   |
| 12 | Lukács Boglárka  | Bajnok DSE Nemesvámos      | kapus      |
| 85 | Majoros Gréta    | Szegedi NKE                | kapus      |
| 78 | Pálmai Liza      | Érd NK                     | balátlövő  |
| 11 | Ratalics Luca    | Debreceni VSC              | jobbszélső |
| 66 | Rédecsi Polett   | Győri Audi ETO KC          | irányító   |
| 6  | Somogyi Lilla    | Győri Audi ETO KC          | jobbátlövő |
| 49 | Szeibert Anna    | Ferencvárosi TC            | balátlövő  |
| 67 | Teplán Korina    | MOL Esztergom              | jobbszélső |
| 7  | Vadkerti Luca    | Szegedi NKE                | irányító   |
| 33 | Vári Arina       | Győri Audi ETO KC          | beálló     |
| 17 | Vilovski Andjela | Érd NK                     | beálló     |

## Sorsolás
A sorsolást 2025. január 28-án tartották Bécsben.

### Kiemelés
| 1. kalap                                                                    | 2. kalap                                                              | 3. kalap                                                                 | 4. kalap                                                                 |
| --------------------------------------------------------------------------- | --------------------------------------------------------------------- | ------------------------------------------------------------------------ | ------------------------------------------------------------------------ |
| Franciaország · Dánia · Németország · Horvátország · Magyarország · Szerbia | Montenegró · Hollandia · Svédország · Norvégia · Románia · Csehország | Svájc · Portugália · Izland · Észak-Macedónia · Spanyolország · Ausztria | Szlovénia · Törökország · Litvánia · Finnország · Lengyelország · Feröer |

## Csoportkör

### A csoport
| Hely. | Csapat          | M | Gy | D | V | G+ | G–  | Gk  | P | Továbbjutás |
| ----- | --------------- | - | -- | - | - | -- | --- | --- | - | ----------- |
| 1.    | Csehország      | 3 | 3  | 0 | 0 | 99 | 72  | +27 | 6 | Középdöntő  |
| 2.    | Magyarország    | 3 | 2  | 0 | 1 | 87 | 73  | +14 | 4 | Középdöntő  |
| 3.    | Lengyelország   | 3 | 1  | 0 | 2 | 76 | 73  | +3  | 2 | Alsóház     |
| 4.    | Észak-Macedónia | 3 | 0  | 0 | 3 | 63 | 107 | −44 | 0 | Alsóház     |

| 2025. július 9. 14:30 | Csehország  | 30–24       | Lengyelország | Podgorica Nézőszám: 35 Játékvezetők: Peretz, Schwartz (ISR) |
| 2025. július 9. 14:30 | Filípková 7 | (16–11)     | Schlabs 8     | Podgorica Nézőszám: 35 Játékvezetők: Peretz, Schwartz (ISR) |
| 2025. július 9. 14:30 | 5× 1×       | Jegyzőkönyv | 2× 1×         | Podgorica Nézőszám: 35 Játékvezetők: Peretz, Schwartz (ISR) |

| 2025. július 9. 19:30 | Magyarország | 38–21       | Észak-Macedónia     | Podgorica Nézőszám: 50 Játékvezetők: Hellbusch, Jansen (GER) |
| 2025. július 9. 19:30 | Fazekas 8    | (16–11)     | Velkova, Kotevska 4 | Podgorica Nézőszám: 50 Játékvezetők: Hellbusch, Jansen (GER) |
| 2025. július 9. 19:30 | 4×           | Jegyzőkönyv | 4×                  | Podgorica Nézőszám: 50 Játékvezetők: Hellbusch, Jansen (GER) |

| 2025. július 10. 14:30 | Észak-Macedónia | 18–28       | Lengyelország | Podgorica Nézőszám: 50 Játékvezetők: Correa, Correa (BRA) |
| 2025. július 10. 14:30 | Trpeska 4       | (8–11)      | Zimnicka 6    | Podgorica Nézőszám: 50 Játékvezetők: Correa, Correa (BRA) |
| 2025. július 10. 14:30 | 6× 1×           | Jegyzőkönyv | 3× 1×         | Podgorica Nézőszám: 50 Játékvezetők: Correa, Correa (BRA) |

| 2025. július 10. 19:30 | Magyarország | 24–28       | Csehország           | Podgorica Nézőszám: 70 Játékvezetők: Fält, Holm (SWE) |
| 2025. július 10. 19:30 | Fazekas 7    | (17–15)     | Pejšová, Filípková 7 | Podgorica Nézőszám: 70 Játékvezetők: Fält, Holm (SWE) |
| 2025. július 10. 19:30 | 1×           | Jegyzőkönyv | 2×                   | Podgorica Nézőszám: 70 Játékvezetők: Fält, Holm (SWE) |

| 2025. július 12. 14:30 | Csehország  | 41–24       | Észak-Macedónia | Podgorica Nézőszám: 80 Játékvezetők: Cournil, Lamour (FRA) |
| 2025. július 12. 14:30 | Krapková 10 | (18–10)     | Milenkoska 5    | Podgorica Nézőszám: 80 Játékvezetők: Cournil, Lamour (FRA) |
| 2025. július 12. 14:30 | 2× 2×       | Jegyzőkönyv | 9× 1×           | Podgorica Nézőszám: 80 Játékvezetők: Cournil, Lamour (FRA) |

| 2025. július 12. 19:30 | Lengyelország | 24–25       | Magyarország | Podgorica Nézőszám: 60 Játékvezetők: Jakovljević, Kovačević (SRB) |
| 2025. július 12. 19:30 | Zimnicka 9    | (12–13)     | Fazekas 7    | Podgorica Nézőszám: 60 Játékvezetők: Jakovljević, Kovačević (SRB) |
| 2025. július 12. 19:30 | 4× 1×         | Jegyzőkönyv | 5×           | Podgorica Nézőszám: 60 Játékvezetők: Jakovljević, Kovačević (SRB) |

### B csoport
| Hely. | Csapat     | M | Gy | D | V | G+ | G–  | Gk  | P | Továbbjutás |
| ----- | ---------- | - | -- | - | - | -- | --- | --- | - | ----------- |
| 1.    | Dánia      | 3 | 3  | 0 | 0 | 99 | 77  | +22 | 6 | Középdöntő  |
| 2.    | Montenegró | 3 | 2  | 0 | 1 | 98 | 90  | +8  | 4 | Középdöntő  |
| 3.    | Izland     | 3 | 1  | 0 | 2 | 87 | 94  | −7  | 2 | Alsóház     |
| 4.    | Litvánia   | 3 | 0  | 0 | 3 | 84 | 107 | −23 | 0 | Alsóház     |

| 2025. július 9. 12:00 | Dánia        | 31–25       | Izland           | Podgorica Nézőszám: 100 Játékvezetők: Jakovljević, Kovačević (SRB) |
| 2025. július 9. 12:00 | Plougstrup 7 | (15–10)     | Guðmundsdóttir 5 | Podgorica Nézőszám: 100 Játékvezetők: Jakovljević, Kovačević (SRB) |
| 2025. július 9. 12:00 | 7× 1×        | Jegyzőkönyv | 6×               | Podgorica Nézőszám: 100 Játékvezetők: Jakovljević, Kovačević (SRB) |

| 2025. július 9. 17:00 | Montenegró | 36–31       | Litvánia         | Podgorica Nézőszám: 302 Játékvezetők: Fält, Holm (SWE) |
| 2025. július 9. 17:00 | Lekić 9    | (16–13)     | Pilikauskaite 10 | Podgorica Nézőszám: 302 Játékvezetők: Fält, Holm (SWE) |
| 2025. július 9. 17:00 | 3×         | Jegyzőkönyv | 4×               | Podgorica Nézőszám: 302 Játékvezetők: Fält, Holm (SWE) |

| 2025. július 10. 12:00 | Izland                       | 31–27       | Litvánia         | Podgorica Nézőszám: 80 Játékvezetők: Cournil, Lamour (FRA) |
| 2025. július 10. 12:00 | Þórhallsdóttir, Pálsdóttir 6 | (14–11)     | Pilikauskaite 12 | Podgorica Nézőszám: 80 Játékvezetők: Cournil, Lamour (FRA) |
| 2025. július 10. 12:00 | 6× 1×                        | Jegyzőkönyv | 4× 1×            | Podgorica Nézőszám: 80 Játékvezetők: Cournil, Lamour (FRA) |

| 2025. július 10. 17:00 | Dánia     | 28–26       | Montenegró | Podgorica Nézőszám: Murariu, Paraschiv (ROU) Játékvezetők: 320 |
| 2025. július 10. 17:00 | Nørskov 7 | (13–12)     | Lekić 7    | Podgorica Nézőszám: Murariu, Paraschiv (ROU) Játékvezetők: 320 |
| 2025. július 10. 17:00 | 5× 1×     | Jegyzőkönyv | 4× 1×      | Podgorica Nézőszám: Murariu, Paraschiv (ROU) Játékvezetők: 320 |

| 2025. július 12. 12:00 | Litvánia         | 26–40       | Dánia           | Podgorica Nézőszám: 55 Játékvezetők: Danilović, Karan (BIH) |
| 2025. július 12. 12:00 | Pilikauskaite 10 | (11–19)     | három játékos 5 | Podgorica Nézőszám: 55 Játékvezetők: Danilović, Karan (BIH) |
| 2025. július 12. 12:00 | 1×               | Jegyzőkönyv | 4×              | Podgorica Nézőszám: 55 Játékvezetők: Danilović, Karan (BIH) |

| 2025. július 12. 17:00 | Montenegró  | 36–31       | Izland         | Podgorica Nézőszám: 250 Játékvezetők: Oyarzun, Zaragueta (ESP) |
| 2025. július 12. 17:00 | Mitrović 10 | (19–16)     | Eiríksdóttir 7 | Podgorica Nézőszám: 250 Játékvezetők: Oyarzun, Zaragueta (ESP) |
| 2025. július 12. 17:00 | 4×          | Jegyzőkönyv | 3×             | Podgorica Nézőszám: 250 Játékvezetők: Oyarzun, Zaragueta (ESP) |

### C csoport
| Hely. | Csapat     | M | Gy | D | V | G+  | G– | Gk  | P | Továbbjutás |
| ----- | ---------- | - | -- | - | - | --- | -- | --- | - | ----------- |
| 1.    | Szerbia    | 3 | 3  | 0 | 0 | 87  | 75 | +12 | 6 | Középdöntő  |
| 2.    | Svédország | 3 | 2  | 0 | 1 | 102 | 70 | +32 | 4 | Középdöntő  |
| 3.    | Svájc      | 3 | 1  | 0 | 2 | 71  | 78 | −7  | 2 | Alsóház     |
| 4.    | Finnország | 3 | 0  | 0 | 3 | 60  | 97 | −37 | 0 | Alsóház     |

| 2025. július 9. 14:30 | Svédország   | 42–16       | Finnország    | Podgorica Nézőszám: 77 Játékvezetők: Lamour, Cournil (FRA) |
| 2025. július 9. 14:30 | öt játékos 5 | (20–5)      | hat játékos 2 | Podgorica Nézőszám: 77 Játékvezetők: Lamour, Cournil (FRA) |
| 2025. július 9. 14:30 | 4× 1×        | Jegyzőkönyv | 1×            | Podgorica Nézőszám: 77 Játékvezetők: Lamour, Cournil (FRA) |

| 2025. július 9. 19:30 | Szerbia    | 27–22       | Svájc     | Podgorica Nézőszám: 100 Játékvezetők: Uhlir, Benus (CZE) |
| 2025. július 9. 19:30 | Otašević 8 | (12–9)      | Baumann 5 | Podgorica Nézőszám: 100 Játékvezetők: Uhlir, Benus (CZE) |
| 2025. július 9. 19:30 | 4×         | Jegyzőkönyv | 3×        | Podgorica Nézőszám: 100 Játékvezetők: Uhlir, Benus (CZE) |

| 2025. július 10. 14:30 | Svájc  | 29–20       | Finnország     | Podgorica Nézőszám: 90 Játékvezetők: Marton, Dáné (HUN) |
| 2025. július 10. 14:30 | Erni 7 | (12–11)     | von Knorring 6 | Podgorica Nézőszám: 90 Játékvezetők: Marton, Dáné (HUN) |
| 2025. július 10. 14:30 | 3×     | Jegyzőkönyv | 5×             | Podgorica Nézőszám: 90 Játékvezetők: Marton, Dáné (HUN) |

| 2025. július 10. 19:30 | Szerbia        | 34–29       | Svédország | Podgorica Nézőszám: 130 Játékvezetők: Cipov, Klus (SVK) |
| 2025. július 10. 19:30 | Nedeljković 10 | (17–16)     | Norrgård 5 | Podgorica Nézőszám: 130 Játékvezetők: Cipov, Klus (SVK) |
| 2025. július 10. 19:30 | 2×             | Jegyzőkönyv | 3×         | Podgorica Nézőszám: 130 Játékvezetők: Cipov, Klus (SVK) |

| 2025. július 12. 14:30 | Finnország                | 24–26       | Szerbia       | Podgorica Nézőszám: 110 Játékvezetők: Correa, Correa (BRA) |
| 2025. július 12. 14:30 | Saukkonen, von Knorring 4 | (14–15)     | Nedeljković 5 | Podgorica Nézőszám: 110 Játékvezetők: Correa, Correa (BRA) |
| 2025. július 12. 14:30 | 1×                        | Jegyzőkönyv | 2×            | Podgorica Nézőszám: 110 Játékvezetők: Correa, Correa (BRA) |

| 2025. július 12. 17:00 | Svédország | 31–20       | Svájc           | Podgorica Nézőszám: 103 Játékvezetők: Kaluđerović, Vujačić (MNE) |
| 2025. július 12. 17:00 | Kallio 7   | (15–10)     | három játékos 4 | Podgorica Nézőszám: 103 Játékvezetők: Kaluđerović, Vujačić (MNE) |
| 2025. július 12. 17:00 | 5× 1×      | Jegyzőkönyv | 4× 2×           | Podgorica Nézőszám: 103 Játékvezetők: Kaluđerović, Vujačić (MNE) |

### D csoport
| Hely. | Csapat        | M | Gy | D | V | G+ | G– | Gk  | P | Továbbjutás |
| ----- | ------------- | - | -- | - | - | -- | -- | --- | - | ----------- |
| 1.    | Németország   | 3 | 2  | 1 | 0 | 97 | 82 | +15 | 5 | Középdöntő  |
| 2.    | Spanyolország | 3 | 2  | 1 | 0 | 81 | 72 | +9  | 5 | Középdöntő  |
| 3.    | Románia       | 3 | 1  | 0 | 2 | 89 | 89 | 0   | 2 | Alsóház     |
| 4.    | Feröer        | 3 | 0  | 0 | 3 | 63 | 87 | −24 | 0 | Alsóház     |

| 2025. július 9. 12:00 | Románia   | 31–25       | Feröer        | Podgorica Nézőszám: 80 Játékvezetők: Bocakova, Janosikova (SVK) |
| 2025. július 9. 12:00 | Bodijar 6 | (14–13)     | Geirsdóttir 7 | Podgorica Nézőszám: 80 Játékvezetők: Bocakova, Janosikova (SVK) |
| 2025. július 9. 12:00 | 5×        | Jegyzőkönyv | 3×            | Podgorica Nézőszám: 80 Játékvezetők: Bocakova, Janosikova (SVK) |

| 2025. július 9. 17:00 | Németország    | 29–29       | Spanyolország | Podgorica Nézőszám: 100 Játékvezetők: Cipov, Klus (SVK) |
| 2025. július 9. 17:00 | Rohr, Däuble 6 | (16–13)     | Rodríguez 7   | Podgorica Nézőszám: 100 Játékvezetők: Cipov, Klus (SVK) |
| 2025. július 9. 17:00 | 4×             | Jegyzőkönyv | 6×            | Podgorica Nézőszám: 100 Játékvezetők: Cipov, Klus (SVK) |

| 2025. július 10. 12:00 | Spanyolország | 23–16       | Feröer         | Podgorica Nézőszám: 67 Játékvezetők: Danilović, Karan (BIH) |
| 2025. július 10. 12:00 | Palanques 4   | (8–6)       | Reginsdóttir 4 | Podgorica Nézőszám: 67 Játékvezetők: Danilović, Karan (BIH) |
| 2025. július 10. 12:00 | 5×            | Jegyzőkönyv | 6× 1×          | Podgorica Nézőszám: 67 Játékvezetők: Danilović, Karan (BIH) |

| 2025. július 10. 17:00 | Németország | 35–31       | Románia  | Podgorica Nézőszám: 123 Játékvezetők: Peretz, Schwartz (ISR) |
| 2025. július 10. 17:00 | Rohr 9      | (14–16)     | Serban 7 | Podgorica Nézőszám: 123 Játékvezetők: Peretz, Schwartz (ISR) |
| 2025. július 10. 17:00 | 4×          | Jegyzőkönyv | 4× 2×    | Podgorica Nézőszám: 123 Játékvezetők: Peretz, Schwartz (ISR) |

| 2025. július 12. 14:30 | Feröer       | 22–33       | Németország | Podgorica Nézőszám: 100 Játékvezetők: Marton, Dáné (HUN) |
| 2025. július 12. 14:30 | Johannesen 8 | (8–12)      | Rohr 5      | Podgorica Nézőszám: 100 Játékvezetők: Marton, Dáné (HUN) |
| 2025. július 12. 14:30 | 3× 1×        | Jegyzőkönyv | 3×          | Podgorica Nézőszám: 100 Játékvezetők: Marton, Dáné (HUN) |

| 2025. július 12. 19:30 | Románia  | 27–29       | Spanyolország     | Podgorica Nézőszám: 150 Játékvezetők: Uhlir, Benus (CZE) |
| 2025. július 12. 19:30 | Damian 9 | (12–17)     | Rodríguez Lario 9 | Podgorica Nézőszám: 150 Játékvezetők: Uhlir, Benus (CZE) |
| 2025. július 12. 19:30 | 6× 1× 2× | Jegyzőkönyv | 4× 1×             | Podgorica Nézőszám: 150 Játékvezetők: Uhlir, Benus (CZE) |

### E csoport
| Hely. | Csapat        | M | Gy | D | V | G+ | G– | Gk  | P | Továbbjutás |
| ----- | ------------- | - | -- | - | - | -- | -- | --- | - | ----------- |
| 1.    | Franciaország | 3 | 3  | 0 | 0 | 91 | 64 | +27 | 6 | Középdöntő  |
| 2.    | Norvégia      | 3 | 2  | 0 | 1 | 76 | 72 | +4  | 4 | Középdöntő  |
| 3.    | Szlovénia     | 3 | 1  | 0 | 2 | 69 | 88 | −19 | 2 | Alsóház     |
| 4.    | Portugália    | 3 | 0  | 0 | 3 | 67 | 79 | −12 | 0 | Alsóház     |

| 2025. július 9. 14:30 | Norvégia  | 29–24       | Szlovénia | Podgorica Nézőszám: 100 Játékvezetők: Dáné, Marton (HUN) |
| 2025. július 9. 14:30 | Fresvik 7 | (13–13)     | Rakovec 9 | Podgorica Nézőszám: 100 Játékvezetők: Dáné, Marton (HUN) |
| 2025. július 9. 14:30 | 3×        | Jegyzőkönyv | 3×        | Podgorica Nézőszám: 100 Játékvezetők: Dáné, Marton (HUN) |

| 2025. július 9. 19:30 | Franciaország | 30–21       | Portugália                 | Podgorica Nézőszám: 90 Játékvezetők: Kaluđerović, Vujačić (MNE) |
| 2025. július 9. 19:30 | Amelot 6      | (18–10)     | De Paiva, Santos Noronha 6 | Podgorica Nézőszám: 90 Játékvezetők: Kaluđerović, Vujačić (MNE) |
| 2025. július 9. 19:30 |               | Jegyzőkönyv | 5×                         | Podgorica Nézőszám: 90 Játékvezetők: Kaluđerović, Vujačić (MNE) |

| 2025. július 10. 14:30 | Portugália | 23–25       | Szlovénia | Podgorica Nézőszám: 90 Játékvezetők: Hellbusch, Jansen (GER) |
| 2025. július 10. 14:30 | Da Silva 9 | (9–11)      | Grandič 7 | Podgorica Nézőszám: 90 Játékvezetők: Hellbusch, Jansen (GER) |
| 2025. július 10. 14:30 | 7×         | Jegyzőkönyv | 4× 1×     | Podgorica Nézőszám: 90 Játékvezetők: Hellbusch, Jansen (GER) |

| 2025. július 10. 19:30 | Franciaország   | 25–23       | Norvégia  | Podgorica Nézőszám: 80 Játékvezetők: Uhlir, Benus (CZE) |
| 2025. július 10. 19:30 | három játékos 4 | (15–10)     | Fresvik 7 | Podgorica Nézőszám: 80 Játékvezetők: Uhlir, Benus (CZE) |
| 2025. július 10. 19:30 | 4× 1×           | Jegyzőkönyv | 2×        | Podgorica Nézőszám: 80 Játékvezetők: Uhlir, Benus (CZE) |

| 2025. július 12. 12:00 | Szlovénia | 20–36       | Franciaország | Podgorica Nézőszám: 90 Játékvezetők: Fält, Holm (SWE) |
| 2025. július 12. 12:00 | Rakovec 5 | (10–18)     | öt játékos 4  | Podgorica Nézőszám: 90 Játékvezetők: Fält, Holm (SWE) |
| 2025. július 12. 12:00 | 1×        | Jegyzőkönyv | 2×            | Podgorica Nézőszám: 90 Játékvezetők: Fält, Holm (SWE) |

| 2025. július 12. 17:00 | Norvégia   | 24–23       | Portugália       | Podgorica Nézőszám: 100 Játékvezetők: Cipov, Klus (SVK) |
| 2025. július 12. 17:00 | Ekerhovd 5 | (13–11)     | Santos Noronha 8 | Podgorica Nézőszám: 100 Játékvezetők: Cipov, Klus (SVK) |
| 2025. július 12. 17:00 | 3× 1×      | Jegyzőkönyv | 3× 1×            | Podgorica Nézőszám: 100 Játékvezetők: Cipov, Klus (SVK) |

### F csoport
| Hely. | Csapat       | M | Gy | D | V | G+ | G– | Gk  | P | Továbbjutás |
| ----- | ------------ | - | -- | - | - | -- | -- | --- | - | ----------- |
| 1.    | Horvátország | 3 | 3  | 0 | 0 | 82 | 63 | +19 | 6 | Középdöntő  |
| 2.    | Ausztria     | 3 | 2  | 0 | 1 | 83 | 77 | +6  | 4 | Középdöntő  |
| 3.    | Törökország  | 3 | 1  | 0 | 2 | 74 | 89 | −15 | 2 | Alsóház     |
| 4.    | Hollandia    | 3 | 0  | 0 | 3 | 70 | 80 | −10 | 0 | Alsóház     |

| 2025. július 9. 12:00 | Hollandia | 25–29       | Törökország | Podgorica Nézőszám: 50 Játékvezetők: Murariu, Paraschiv (ROU) |
| 2025. július 9. 12:00 | Horvers 7 | (13–12)     | Seven 15    | Podgorica Nézőszám: 50 Játékvezetők: Murariu, Paraschiv (ROU) |
| 2025. július 9. 12:00 | 2× 1×     | Jegyzőkönyv | 4×          | Podgorica Nézőszám: 50 Játékvezetők: Murariu, Paraschiv (ROU) |

| 2025. július 9. 17:00 | Horvátország   | 29–21       | Ausztria | Podgorica Nézőszám: 80 Játékvezetők: Correa, Correa (BRA) |
| 2025. július 9. 17:00 | Renić, Zubac 6 | (14–8)      | Baljak 6 | Podgorica Nézőszám: 80 Játékvezetők: Correa, Correa (BRA) |
| 2025. július 9. 17:00 | 3×             | Jegyzőkönyv | 2×       | Podgorica Nézőszám: 80 Játékvezetők: Correa, Correa (BRA) |

| 2025. július 10. 12:00 | Ausztria   | 34–24       | Törökország | Podgorica Nézőszám: 100 Játékvezetők: Jakovljević, Kovačević (SRB) |
| 2025. július 10. 12:00 | Barnjak 10 | (16–12)     | Seven 8     | Podgorica Nézőszám: 100 Játékvezetők: Jakovljević, Kovačević (SRB) |
| 2025. július 10. 12:00 | 2× 1×      | Jegyzőkönyv | 5×          | Podgorica Nézőszám: 100 Játékvezetők: Jakovljević, Kovačević (SRB) |

| 2025. július 10. 17:00 | Horvátország | 23–21       | Hollandia | Podgorica Nézőszám: 125 Játékvezetők: Oyarzun, Zaragueta (ESP) |
| 2025. július 10. 17:00 | Vuković 8    | (12–11)     | Horvers 9 | Podgorica Nézőszám: 125 Játékvezetők: Oyarzun, Zaragueta (ESP) |
| 2025. július 10. 17:00 | 3×           | Jegyzőkönyv | 4×        | Podgorica Nézőszám: 125 Játékvezetők: Oyarzun, Zaragueta (ESP) |

| 2025. július 12. 14:30 | Törökország | 21–30       | Horvátország | Podgorica Nézőszám: 80 Játékvezetők: Bocakova, Janosikova (SVK) |
| 2025. július 12. 14:30 | Karagözlü 7 | (10–16)     | Renić 7      | Podgorica Nézőszám: 80 Játékvezetők: Bocakova, Janosikova (SVK) |
| 2025. július 12. 14:30 | 2× 1×       | Jegyzőkönyv | 3×           | Podgorica Nézőszám: 80 Játékvezetők: Bocakova, Janosikova (SVK) |

| 2025. július 12. 19:30 | Hollandia   | 24–28       | Ausztria        | Podgorica Nézőszám: 80 Játékvezetők: Peretz, Schwartz (ISR) |
| 2025. július 12. 19:30 | Portengen 4 | (9–14)      | három játékos 5 | Podgorica Nézőszám: 80 Játékvezetők: Peretz, Schwartz (ISR) |
| 2025. július 12. 19:30 | 8× 1×       | Jegyzőkönyv | 4×              | Podgorica Nézőszám: 80 Játékvezetők: Peretz, Schwartz (ISR) |

## Alsóház

### J csoport
| Hely. | Csapat          | M | Gy | D | V | G+  | G–  | Gk  | P |
| ----- | --------------- | - | -- | - | - | --- | --- | --- | - |
| 1.    | Lengyelország   | 3 | 3  | 0 | 0 | 78  | 57  | +21 | 6 |
| 2.    | Izland          | 3 | 2  | 0 | 1 | 100 | 79  | +21 | 4 |
| 3.    | Litvánia        | 3 | 0  | 1 | 2 | 74  | 84  | −10 | 1 |
| 4.    | Észak-Macedónia | 3 | 0  | 1 | 2 | 73  | 105 | −32 | 1 |

### K csoport
| Hely. | Csapat     | M | Gy | D | V | G+  | G–  | Gk  | P |
| ----- | ---------- | - | -- | - | - | --- | --- | --- | - |
| 1.    | Románia    | 3 | 3  | 0 | 0 | 115 | 80  | +35 | 6 |
| 2.    | Svájc      | 3 | 2  | 0 | 1 | 89  | 75  | +14 | 4 |
| 3.    | Feröer     | 3 | 1  | 0 | 2 | 71  | 86  | −15 | 2 |
| 4.    | Finnország | 3 | 0  | 0 | 3 | 70  | 104 | −34 | 0 |

### L csoport
| Hely. | Csapat      | M | Gy | D | V | G+ | G– | Gk  | P |
| ----- | ----------- | - | -- | - | - | -- | -- | --- | - |
| 1.    | Törökország | 3 | 2  | 0 | 1 | 85 | 88 | −3  | 4 |
| 2.    | Hollandia   | 3 | 2  | 0 | 1 | 88 | 72 | +16 | 4 |
| 3.    | Szlovénia   | 3 | 1  | 0 | 2 | 74 | 81 | −7  | 2 |
| 4.    | Portugália  | 3 | 1  | 0 | 2 | 80 | 86 | −6  | 2 |

## Középdöntő

### G csoport
| Hely. | Csapat       | M | Gy | D | V | G+ | G– | Gk  | P | Továbbjutás                |
| ----- | ------------ | - | -- | - | - | -- | -- | --- | - | -------------------------- |
| 1.    | Dánia        | 3 | 3  | 0 | 0 | 79 | 69 | +10 | 6 | Negyeddöntő                |
| 2.    | Montenegró   | 3 | 1  | 0 | 2 | 84 | 81 | +3  | 2 | Negyeddöntő                |
| 3.    | Magyarország | 3 | 1  | 0 | 2 | 71 | 75 | −4  | 2 | Lehetséges negyeddöntő     |
| 4.    | Csehország   | 3 | 1  | 0 | 2 | 77 | 86 | −9  | 2 | Helyosztók a 9–12. helyért |

| 2025. július 14. 17:00 | Csehország | 20–26       | Dánia     | Podgorica Nézőszám: 85 Játékvezetők: Cipov, Klus (SVK) |
| 2025. július 14. 17:00 | Knedlová 5 | (10–15)     | Nørskov 7 | Podgorica Nézőszám: 85 Játékvezetők: Cipov, Klus (SVK) |
| 2025. július 14. 17:00 | 3× 1×      | Jegyzőkönyv | 5× 1×     | Podgorica Nézőszám: 85 Játékvezetők: Cipov, Klus (SVK) |

| 2025. július 14. 19:30 | Magyarország | 24–22       | Montenegró | Podgorica Nézőszám: 220 Játékvezetők: Correa, Correa (BRA) |
| 2025. július 14. 19:30 | Fazekas 6    | (12–13)     | Mitrović 8 | Podgorica Nézőszám: 220 Játékvezetők: Correa, Correa (BRA) |
| 2025. július 14. 19:30 | 7× 2×        | Jegyzőkönyv | 4× 1×      | Podgorica Nézőszám: 220 Játékvezetők: Correa, Correa (BRA) |

| 2025. július 15. 17:00 | Montenegró | 36–29       | Csehország  | Podgorica Nézőszám: 80 Játékvezetők: Peretz, Schwartz (ISR) |
| 2025. július 15. 17:00 | Ceklić 8   | (21–14)     | Pazderová 7 | Podgorica Nézőszám: 80 Játékvezetők: Peretz, Schwartz (ISR) |
| 2025. július 15. 17:00 | 7× 1×      | Jegyzőkönyv | 8× 2×       | Podgorica Nézőszám: 80 Játékvezetők: Peretz, Schwartz (ISR) |

| 2025. július 15. 19:30 | Dánia                     | 25–23       | Magyarország | Podgorica Nézőszám: 250 Játékvezetők: Danilović, Karan (BIH) |
| 2025. július 15. 19:30 | Plougstrup, Anna Hansen 4 | (11–12)     | Kacsó 7      | Podgorica Nézőszám: 250 Játékvezetők: Danilović, Karan (BIH) |
| 2025. július 15. 19:30 | 4×                        | Jegyzőkönyv | 4×           | Podgorica Nézőszám: 250 Játékvezetők: Danilović, Karan (BIH) |

### H csoport
| Hely. | Csapat        | M | Gy | D | V | G+  | G– | Gk  | P | Továbbjutás                |
| ----- | ------------- | - | -- | - | - | --- | -- | --- | - | -------------------------- |
| 1.    | Németország   | 3 | 2  | 1 | 0 | 104 | 79 | +25 | 5 | Negyeddöntő                |
| 2.    | Spanyolország | 3 | 1  | 1 | 1 | 82  | 82 | 0   | 3 | Negyeddöntő                |
| 3.    | Szerbia       | 3 | 1  | 0 | 2 | 84  | 96 | −12 | 2 | Lehetséges negyeddöntő     |
| 4.    | Svédország    | 3 | 1  | 0 | 2 | 82  | 95 | −13 | 2 | Helyosztók a 9–12. helyért |

| 2025. július 14. 17:00 | Szerbia   | 24–40       | Németország | Podgorica Nézőszám: 150 Játékvezetők: Cournil, Lamour (FRA) |
| 2025. július 14. 17:00 | Radović 4 | (16–18)     | Rohr 9      | Podgorica Nézőszám: 150 Játékvezetők: Cournil, Lamour (FRA) |
| 2025. július 14. 17:00 | 1×        | Jegyzőkönyv | 4×          | Podgorica Nézőszám: 150 Játékvezetők: Cournil, Lamour (FRA) |

| 2025. július 14. 19:30 | Svédország  | 27–26       | Spanyolország | Podgorica Nézőszám: 300 Játékvezetők: Marton, Dáné (HUN) |
| 2025. július 14. 19:30 | Börjesson 5 | (17–13)     | Rodriguez 7   | Podgorica Nézőszám: 300 Játékvezetők: Marton, Dáné (HUN) |
| 2025. július 14. 19:30 | 6× 1×       | Jegyzőkönyv | 3×            | Podgorica Nézőszám: 300 Játékvezetők: Marton, Dáné (HUN) |

| 2025. július 15. 17:00 | Spanyolország | 27–26       | Szerbia       | Podgorica Nézőszám: 100 Játékvezetők: Cipov, Klus (SVK) |
| 2025. július 15. 17:00 | Rodriguez 10  | (17–15)     | Nedeljković 6 | Podgorica Nézőszám: 100 Játékvezetők: Cipov, Klus (SVK) |
| 2025. július 15. 17:00 | 2×            | Jegyzőkönyv | 4× 1×         | Podgorica Nézőszám: 100 Játékvezetők: Cipov, Klus (SVK) |

| 2025. július 15. 19:30 | Németország | 35–26       | Svédország      | Podgorica Nézőszám: 206 Játékvezetők: Murariu, Paraschiv (ROU) |
| 2025. július 15. 19:30 | Klocke 6    | (15–15)     | három játékos 4 | Podgorica Nézőszám: 206 Játékvezetők: Murariu, Paraschiv (ROU) |
| 2025. július 15. 19:30 | 6× 1×       | Jegyzőkönyv | 4× 1×           | Podgorica Nézőszám: 206 Játékvezetők: Murariu, Paraschiv (ROU) |

### I csoport
| Hely. | Csapat        | M | Gy | D | V | G+ | G– | Gk  | P | Továbbjutás                |
| ----- | ------------- | - | -- | - | - | -- | -- | --- | - | -------------------------- |
| 1.    | Franciaország | 3 | 3  | 0 | 0 | 89 | 60 | +29 | 6 | Negyeddöntő                |
| 2.    | Horvátország  | 3 | 2  | 0 | 1 | 64 | 75 | −11 | 4 | Negyeddöntő                |
| 3.    | Ausztria      | 3 | 1  | 0 | 2 | 80 | 87 | −7  | 2 | Lehetséges negyeddöntő     |
| 4.    | Norvégia      | 3 | 0  | 0 | 3 | 71 | 82 | −11 | 0 | Helyosztók a 9–12. helyért |

| 2025. július 14. 17:00 | Franciaország    | 33–13       | Horvátország | Podgorica Nézőszám: 120 Játékvezetők: Hellbusch, Jansen (GER) |
| 2025. július 14. 17:00 | Naal, Ferdilus 5 | (15–5)      | Vuković 5    | Podgorica Nézőszám: 120 Játékvezetők: Hellbusch, Jansen (GER) |
| 2025. július 14. 17:00 | 1×               | Jegyzőkönyv | 1×           | Podgorica Nézőszám: 120 Játékvezetők: Hellbusch, Jansen (GER) |

| 2025. július 14. 19:30 | Norvégia | 27–35       | Ausztria    | Podgorica Nézőszám: 140 Játékvezetők: Oyarzun, Zaragueta (ESP) |
| 2025. július 14. 19:30 | Breen 7  | (14–16)     | Maticevic 9 | Podgorica Nézőszám: 140 Játékvezetők: Oyarzun, Zaragueta (ESP) |
| 2025. július 14. 19:30 |          | Jegyzőkönyv | 2×          | Podgorica Nézőszám: 140 Játékvezetők: Oyarzun, Zaragueta (ESP) |

| 2025. július 15. 17:00 | Ausztria          | 24–31       | Franciaország | Podgorica Nézőszám: 120 Játékvezetők: Kaluđerović, Vujačić (MNE) |
| 2025. július 15. 17:00 | Baljak, Barnjak 5 | (11–15)     | Gros 7        | Podgorica Nézőszám: 120 Játékvezetők: Kaluđerović, Vujačić (MNE) |
| 2025. július 15. 17:00 | 2×                | Jegyzőkönyv | 5× 1×         | Podgorica Nézőszám: 120 Játékvezetők: Kaluđerović, Vujačić (MNE) |

| 2025. július 15. 19:30 | Horvátország | 22–21       | Norvégia         | Podgorica Nézőszám: 140 Játékvezetők: Uhlir, Benus (CZE) |
| 2025. július 15. 19:30 | Zubac 7      | (13–13)     | Fresvik, Holte 6 | Podgorica Nézőszám: 140 Játékvezetők: Uhlir, Benus (CZE) |
| 2025. július 15. 19:30 | 3× 1×        | Jegyzőkönyv | 2× 1×            | Podgorica Nézőszám: 140 Játékvezetők: Uhlir, Benus (CZE) |

### Rangsorolás
| Hely. | Csapat        | M | Gy | D | V | G+  | G– | Gk  | P | Továbbjutás                |
| ----- | ------------- | - | -- | - | - | --- | -- | --- | - | -------------------------- |
| 1.    | Franciaország | 3 | 3  | 0 | 0 | 89  | 60 | +29 | 6 | Negyeddöntő                |
| 2.    | Dánia         | 3 | 3  | 0 | 0 | 79  | 69 | +10 | 6 | Negyeddöntő                |
| 3.    | Németország   | 3 | 2  | 1 | 0 | 104 | 79 | +25 | 5 | Negyeddöntő                |
|       |               |   |    |   |   |     |    |     |   |                            |
| 4.    | Horvátország  | 3 | 2  | 0 | 1 | 64  | 75 | −11 | 4 | Negyeddöntő                |
| 5.    | Spanyolország | 3 | 1  | 1 | 1 | 82  | 82 | 0   | 3 | Negyeddöntő                |
| 6.    | Montenegró    | 3 | 1  | 0 | 2 | 84  | 81 | +3  | 2 | Negyeddöntő                |
|       |               |   |    |   |   |     |    |     |   |                            |
| 7.    | Magyarország  | 3 | 1  | 0 | 2 | 71  | 75 | −4  | 2 | Negyeddöntő                |
| 8.    | Ausztria      | 3 | 1  | 0 | 2 | 80  | 87 | −7  | 2 | Negyeddöntő                |
| 9.    | Szerbia       | 3 | 1  | 0 | 2 | 84  | 96 | −12 | 2 | Helyosztók a 9–12. helyért |
|       |               |   |    |   |   |     |    |     |   |                            |
| 10.   | Csehország    | 3 | 1  | 0 | 2 | 77  | 86 | −9  | 2 | Helyosztók a 9–12. helyért |
| 11.   | Svédország    | 3 | 1  | 0 | 2 | 82  | 95 | −13 | 2 | Helyosztók a 9–12. helyért |
| 12.   | Norvégia      | 3 | 0  | 0 | 3 | 71  | 82 | −11 | 0 | Helyosztók a 9–12. helyért |

## Egyenes kieséses szakasz
|  |              |               |               |               |    |               |               |            |               |               |               |       |       |
|  | Negyeddöntők | Negyeddöntők  | Negyeddöntők  |               |    | Elődöntők     | Elődöntők     | Elődöntők  |               |               | Döntő         | Döntő | Döntő |
|  | Negyeddöntők | Negyeddöntők  | Negyeddöntők  |               |    | Elődöntők     | Elődöntők     | Elődöntők  |               |               | Döntő         | Döntő | Döntő |
|  | július 17.   |               |               |               |    |               |               |            |               |               |               |       |       |
|  |              |               |               |               |    |               |               |            |               |               |               |       |       |
|  | 1.           | Franciaország | 26            |               |    |               |               |            |               |               |               |       |       |
|  | 1.           | Franciaország | 26            | július 18.    |    |               |               |            |               |               |               |       |       |
|  | 8.           | Ausztria      | 29            |               |    |               |               |            |               |               |               |       |       |
|  | 8.           | Ausztria      | 29            |               |    | Ausztria      | Ausztria      | 23         |               |               |               |       |       |
|  | július 17.   |               |               |               |    | Ausztria      | Ausztria      | 23         |               |               |               |       |       |
|  |              |               | Spanyolország | Spanyolország | 28 |               |               |            |               |               |               |       |       |
|  | 4.           | Horvátország  | Spanyolország | Spanyolország | 28 | 11            |               |            |               |               |               |       |       |
|  | 4.           | Horvátország  |               |               |    | 11            | július 20.    |            |               |               |               |       |       |
|  | 5.           | Spanyolország | 23            |               |    |               |               |            |               |               |               |       |       |
|  | 5.           | Spanyolország | 23            |               |    | Spanyolország | Spanyolország | 27         |               |               |               |       |       |
|  | július 17.   |               |               |               |    | Spanyolország | Spanyolország | 27         |               |               |               |       |       |
|  |              |               | Németország   | Németország   | 34 |               |               |            |               |               |               |       |       |
|  | 2.           | Dánia         | Németország   | Németország   | 34 | 20            |               |            |               |               |               |       |       |
|  | 2.           | Dánia         | július 18.    |               |    | 20            |               |            |               |               |               |       |       |
|  | 7.           | Magyarország  | 19            |               |    |               |               |            |               |               |               |       |       |
|  | 7.           | Magyarország  | 19            |               |    | Dánia         | Dánia         | 31         | Bronzmérkőzés | Bronzmérkőzés | Bronzmérkőzés |       |       |
|  | július 17.   |               |               |               |    | Dánia         | Dánia         | 31         | Bronzmérkőzés | Bronzmérkőzés | Bronzmérkőzés |       |       |
|  |              |               | Németország   | Németország   | 37 |               |               | július 20. | július 20.    | július 20.    |               |       |       |
|  | 3.           | Németország   | Németország   | Németország   | 37 | 35            |               | július 20. | július 20.    | július 20.    |               |       |       |
|  | 3.           | Németország   |               |               |    |               |               | Ausztria   | Ausztria      | 14            |               |       |       |
|  | 6.           | Montenegró    | 33            |               |    |               |               | Ausztria   | Ausztria      | 14            |               |       |       |
|  | 6.           | Montenegró    | 33            |               |    | Dánia         | Dánia         | 38         |               |               |               |       |       |
|  |              |               |               |               |    | Dánia         | Dánia         | 38         |               |               |               |       |       |

### Negyeddöntők
| 2025. július 17. 17:00 | Franciaország | 26–29       | Ausztria        | Podgorica Nézőszám: 150 Játékvezetők: Fält, Holm (SWE) |
| 2025. július 17. 17:00 | Samaï 5       | (13–12)     | három játékos 6 | Podgorica Nézőszám: 150 Játékvezetők: Fält, Holm (SWE) |
| 2025. július 17. 17:00 | 3×            | Jegyzőkönyv | 4×              | Podgorica Nézőszám: 150 Játékvezetők: Fält, Holm (SWE) |

| 2025. július 17. 17:00 | Horvátország | 11–23       | Spanyolország | Podgorica Nézőszám: 100 Játékvezetők: Hellbusch, Jansen (GER) |
| 2025. július 17. 17:00 | Čović 4      | (4–13)      | Serrano 9     | Podgorica Nézőszám: 100 Játékvezetők: Hellbusch, Jansen (GER) |
| 2025. július 17. 17:00 | 6× 1×        | Jegyzőkönyv | 2×            | Podgorica Nézőszám: 100 Játékvezetők: Hellbusch, Jansen (GER) |

| 2025. július 17. 19:30 | Dánia        | 20–19       | Magyarország | Podgorica Nézőszám: 85 Játékvezetők: Cournil, Lamour (FRA) |
| 2025. július 17. 19:30 | Plougstrup 6 | (10–12)     | Fazekas 8    | Podgorica Nézőszám: 85 Játékvezetők: Cournil, Lamour (FRA) |
| 2025. július 17. 19:30 | 3× 1×        | Jegyzőkönyv | 2× 1×        | Podgorica Nézőszám: 85 Játékvezetők: Cournil, Lamour (FRA) |

| 2025. július 17. 19:30 | Németország | 35–33       | Montenegró | Podgorica Nézőszám: 1200 Játékvezetők: Oyarzun, Zaragueta (ESP) |
| 2025. július 17. 19:30 | Däuble 7    | (17–19)     | Pelcic 9   | Podgorica Nézőszám: 1200 Játékvezetők: Oyarzun, Zaragueta (ESP) |
| 2025. július 17. 19:30 | 6× 1×       | Jegyzőkönyv | 3×         | Podgorica Nézőszám: 1200 Játékvezetők: Oyarzun, Zaragueta (ESP) |

### Elődöntők
| 2025. július 18. 17:00 | Ausztria | 23–28       | Spanyolország | Podgorica Nézőszám: 300 Játékvezetők: Correa, Correa (ESP) |
| 2025. július 18. 17:00 | Baljak 7 | (12–13)     | Benages 7     | Podgorica Nézőszám: 300 Játékvezetők: Correa, Correa (ESP) |
| 2025. július 18. 17:00 | 4× 1×    | Jegyzőkönyv | 3× 1×         | Podgorica Nézőszám: 300 Játékvezetők: Correa, Correa (ESP) |

| 2025. július 18. 19:30 | Dánia        | 31–37       | Németország | Podgorica Nézőszám: 400 Játékvezetők: Cipov, Klus (SVK) |
| 2025. július 18. 19:30 | Plougstrup 9 | (17–20)     | Rohr 9      | Podgorica Nézőszám: 400 Játékvezetők: Cipov, Klus (SVK) |
| 2025. július 18. 19:30 | 3×           | Jegyzőkönyv | 4×          | Podgorica Nézőszám: 400 Játékvezetők: Cipov, Klus (SVK) |

### Bronzmérkőzés
| 2025. július 20. 17:00 | Ausztria             | 14–38       | Dánia               | Podgorica Nézőszám: 1100 Játékvezetők: Cournil, Lamour (FRA) |
| 2025. július 20. 17:00 | Barnjak, Maticevic 3 | (6–17)      | Emilie Schleicher 8 | Podgorica Nézőszám: 1100 Játékvezetők: Cournil, Lamour (FRA) |
| 2025. július 20. 17:00 | 5×                   | Jegyzőkönyv | 5×                  | Podgorica Nézőszám: 1100 Játékvezetők: Cournil, Lamour (FRA) |

### Döntő
| 2025. július 20. 19:30 | Spanyolország | 27–34       | Németország | Podgorica Nézőszám: 1500 Játékvezetők: Marton, Dáné (HUN) |
| 2025. július 20. 19:30 | Rodriguez 9   | (17–13)     | Bornhardt 9 | Podgorica Nézőszám: 1500 Játékvezetők: Marton, Dáné (HUN) |
| 2025. július 20. 19:30 | 5×            | Jegyzőkönyv | 2×          | Podgorica Nézőszám: 1500 Játékvezetők: Marton, Dáné (HUN) |

## Díjak
A döntő után kihirdették az All-Star csapatot és az egyéni díjazottakat.

### All-Star csapat
| Poszt      | Játékos                       |
| ---------- | ----------------------------- |
| Kapus      | Goundo Gassama (ESP)          |
| Jobbszélső | Blandine Gros (FRA)           |
| Jobbátlövő | Lara Däuble (GER)             |
| Irányító   | Belen Rodriguez (ESP)         |
| Balátlövő  | Anne Dolberg Plougstrup (DEN) |
| Balszélső  | Chiara Rohr (GER)             |
| Beálló     | Aurelie Egbaimo (AUT)         |

### Egyéni díjak
| Díj                        | Játékos                                  |
| -------------------------- | ---------------------------------------- |
| A legértékesebb játékos    | Natalija Lekić (MNE)                     |
| Gólkirálynő                | Gabija Pilikauskaite (Litvánia) (83 gól) |
| A legjobb védekező játékos | Clara Mendgaard Sørensen (DEN)           |